# راندال جاي ستيفنز
راندال جاي ستيفنز (بالإنجليزية: Randall J. Stephens)‏ هو كاتب ومؤرخ أمريكي، ولد في 1973.